# 野馳站
野馳站（日语：／ Nochi eki */?）是西日本旅客鐵道（JR西日本）藝備線的車站，位於岡山縣新見市哲西町畑木字キシ添808番2號。為岡山縣最西端的車站。

## 歷史
- 1930年（昭和5年）11月25日 - 三神線矢神至東城之間開業，此站啟用。
  - 當時車站地址為岡山縣阿哲郡野馳村（日语：野馳村）畑木字キシ添。
- 1937年（昭和12年）7月1日 - 三神線成為藝備線一部分，此站成為藝備線車站。
- 1955年（昭和30年）4月1日 - 隨著哲西町（日语：哲西町）成立，車站地址變為岡山縣阿哲郡哲西町畑木字キシ添。
- 1972年（昭和47年）9月1日 - 成為無人車站[1]。
- 1987年（昭和62年）4月1日 - 伴隨國鐵分割民營化，車站由西日本旅客鐵道（JR西日本）營運。
- 2005年（平成17年）3月31日 - 隨著新見市（第二次）成立，車站地址變為岡山縣新見市哲西町畑木字キシ添。

## 車站構造

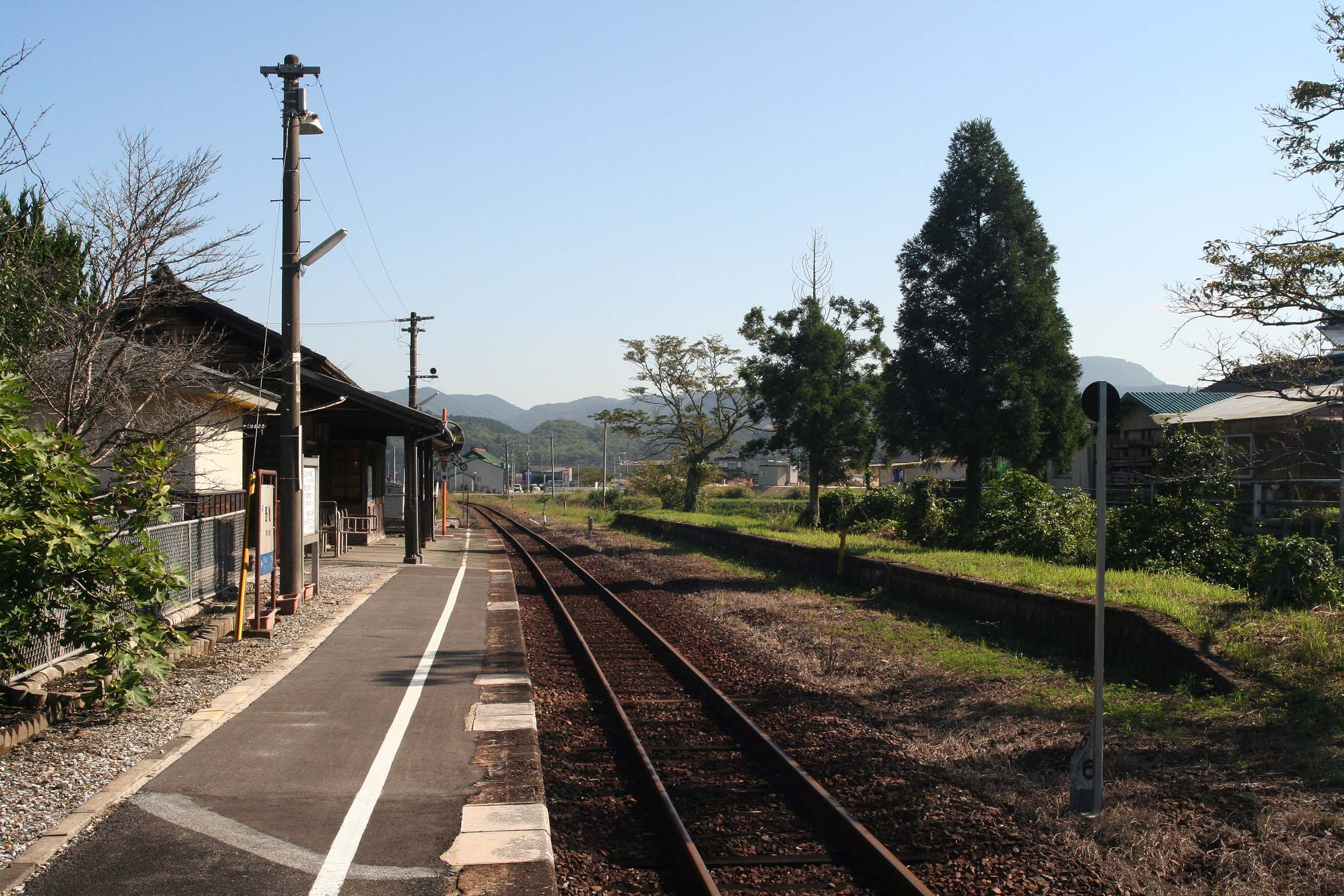
站內（2007年9月26日）

車站是一座地面車站，設有1面1線的單式月台，備後落合方向的列車會開啟右邊車門。新見方向和三次方向的列車使用同一月台。曾經此站設有2面2線的相對式月台，當時可進行列車交會。
此站是由新見站管理的簡易委託車站。站房在車站啟用時已經存在，為一座古老木造建築物。進駐站房內的出租車公司在窗口售賣車票。

## 使用狀況
以下為近年1日平均乘車人次列表。
| 年度 | 1日平均 乘車人次 |
| ---- | ---------------- |
| 1981 | 28               |
|      |                  |
| 1999 | 82               |
| 2000 | 71               |
| 2001 | 65               |
| 2002 | 53               |
| 2003 | 46               |
| 2004 | 43               |
| 2005 | 44               |
| 2006 | 43               |
| 2007 | 37               |
| 2008 | 37               |
| 2009 | 36               |
| 2010 | 37               |
| 2011 | 38               |
| 2012 | 34               |
| 2013 | 33               |
| 2014 | 23               |
| 2015 | 22               |
| 2016 | 23               |
| 2017 | 24               |
| 2018 | 25               |

## 車站周邊
- 野馳郵局
- 國道182號（日语：国道182号）

## 相鄰車站
西日本旅客鐵道（JR西日本）
 藝備線
■快速
通過
■普通
矢神－野馳－東城

## 注腳
1. ↑  中國新聞　1972年9月1日付
2. ↑  岡山縣統計年報 （页面存档备份，存于）（日語）

## 外部連結
- 野馳｜車站資訊：JR出門網 - 西日本旅客鐵道（日語）